# Stilksiv
Stilksiv (Juncus alpinoarticulatus), kaldt den nordlige grønne siv og den alpine siv, er en art af blomstrende plante i slægten Siv (Juncus). Den bliver 20-40 centimeter høj, og blomstrer i juni- august. Den foretrækker våd sandjord, tørvemoser, surbund og grøfter. Den er udbredt fra det nordligt tempererede til det arktiske område i Europa og Nordamerika. Sydgrænsen i Europa går gennem Skotland, Skandinavien, Danmark og Finland til Rusland. Bestanden i Danmark er i tilbagegang, og findes nu kun på Sydlangeland, og den er regnet som en truet art på den danske rødliste.

## Subtaxa
Følgende underarter accepteres i øjeblikket:
- Juncus alpinoarticulatus subsp. alpestris (Hartm. ) Hämet-Ahti -Nordeuropa, Island
- Juncus alpinoarticulatus subsp. alpinoarticulatus - Europa, Marokko, Kaukasus
- Juncus alpinoarticulatus subsp. americanus (Farw. ) Hämet-Ahti -Grønland, Nordamerika, russisk Fjernøsten
- Juncus alpinoarticulatus subsp. fischerianus (Turcz. ex VIKrecz. ) Hämet-Ahti –Asien, nordøstlige Europa
- Juncus alpinoarticulatus subsp. fuscescens (Fernald) Hämet-Ahti -det centrale USA
- Juncus alpinoarticulatus subsp. rariflorus (Hartm. ) Holub - Nordeuropa til det vestlige Sibirien